# Spoczynek (województwo kujawsko-pomorskie)
Spoczynek – wieś w Polsce położona w województwie kujawsko-pomorskim, w powiecie aleksandrowskim, w gminie Koneck.

## Podział administracyjny
W latach 1975–1998 miejscowość administracyjnie należała do województwa włocławskiego. Wieś sołecka – zobacz jednostki pomocnicze gminy Koneck w  BIP.

## Historia
W wieku XIX - Spoczynek, folwark w ówczesnym  powiecie nieszawskim, gminie Straszewo, parafii Koneck. W 1827 r. spisano 3 domy i 31 mieszkańców. Spoczynek należał  do dóbr Faliszewo. W roku 1885 było tu 49 domów i 353 morgi gruntu (około 197,7 ha).

## Demografia
W roku 1827 miejscowość zamieszkiwało 31 osób, ponad 180 lat później (2009 r.) było ich 213. Według Narodowego Spisu Powszechnego (III 2011 r.) liczyła 205 mieszkańców. Jest czwartą co do wielkości miejscowością gminy Koneck.